# 關東軍特種演習
關東軍特種演習（日语：関東軍特種演習，通稱「關特演」）是日本帝國於第二次世界大戰期間實施的一次為對蘇聯發動戰爭而對駐紮於滿洲國的「關東軍」所進行的大規模戰爭動員，為掩飾其戰爭目的而冠名為「演習」。
1941年6月22日，德國進攻蘇聯，開始德蘇戰爭。日本作為《三國公約》和《蘇日中立條約》的簽署國，對是否加入聯合攻蘇猶豫不決。7月2日，日本「御前會議」上通過《適應形勢發展的帝國國策要綱》，將視蘇德戰爭的發展決定是否以武力解決「北方問題」。以此為基礎，7月7日，日本裕仁天皇批准「關特演」部份執行，將進行三個準備行動以及三個攻勢行動，以不超過六個月的時間孤立並摧毀遠東的蘇軍，參謀本部共下達兩次動員令，共動員戰列部隊307支、兵站部隊322支，共計629支部隊，另有大量武器、彈藥、馬匹和各式軍用物資等等，日本駐紮於東北的關東軍兵力增加至70萬人，大多佈署於滿洲東部與北部邊境地區。
由於與當時正準備進攻東南亞英美殖民地的「南方作戰」的衝突遽增、中國戰事的軍事需求以及德國在歐洲取勝的前景黯淡，「關特演」發動進攻的主張逐漸在日軍「大本營」中失勢，最終在1941年7月至8月初美國加強制裁的壓力下取消。然而日軍仍在滿洲駐紮大量的兵員，使蘇聯感到芒刺在背，被迫保留大量軍隊與遠東的日軍對峙。

## 背景
1939年初，日本在諾門罕戰役中戰敗，不得不停戰。隨著二次大戰於歐洲爆發後，日本將目標轉向英法於東南亞的殖民地，將攻擊目標由「北進」變為「南進」，因此為避免南北同時作戰，便於4月13日與蘇聯簽署中立條約。然而就在條約簽署前後不久，德國就已在4月初透露日本對蘇開戰的意思。4月10日，德國外長约阿希姆·冯·里宾特洛甫會見日本駐德大使大島浩時表明將於今年發動對蘇戰爭。4月16日，大島電告東京此一消息，但近衛文磨內閣以此情報來源真假難辨而否決。5月15日，日本參謀本部對當前收集的情報做分析。
1941年6月22日，德國撕毀互不侵犯條約，百萬德軍越過邊界突襲蘇聯。見證到德國席捲欧洲的攻勢的日本大本營參謀本部認為蘇聯在德軍闪电進攻下只能堅持幾個月，而其遠東駐軍勢必因調往歐洲作戰而大為減弱，是日本發動對蘇作戰的絕好時機。6月24日，日本陸海軍決定了《適應形勢發展的帝國國策要綱》草案，要日本在加速「對英美開戰準備」的同時，也要「秘密進行對蘇使用武力的準備」，「一旦德蘇戰爭進程對（日本）帝國有利時，即行使武力解決北方問題」。6月26日，關東軍參謀長吉本貞一中將對所屬部隊下令：「為了處理伴隨蘇德開戰而來的有關時局的業務事項，凡屬於需要與平時的事項加以區別的事項，決定從今日起使用關東軍特種演習（簡稱「關特演」）的秘密稱呼。」從此，「關特演」便成為日本大本營及關東軍秘密進行對蘇戰爭準備之總稱。
儘管如此，日本軍部與政府仍對對蘇作戰有所顧忌，看法亦有分歧，外相松岡洋右在蘇德戰爭爆發當天便宣稱「蘇德開戰的今天，日本應與德國協力討伐蘇聯」而日本軍械內部則形成海軍堅持「北守南進」，陸軍「南北備戰等待時機」，陸軍參謀總長杉山元反駁松岡：「現在中國戰場牽制日本陸軍絕大部分，外相所言實際上是做不到的。作為最高統帥部首先考慮的是戰爭準備，現在還不能談是否參戰，僅就關東軍而言，其戰爭準備就必須耗時40-50天，把現在的兵力轉變到戰時體制，進一步發動進攻，還必須花費時間，然而在這段時間內，蘇德戰爭的進展情況也就判明了。」，即松岡的「立即參戰論」被否決。7月2日，「南北同時備戰」的方針——《適應形勢發展的帝國國策要綱》於御前會議獲得昭和天皇的首肯。7月7日，日本陸相東條英機正式下令執行「關特演」計畫。

## 執行

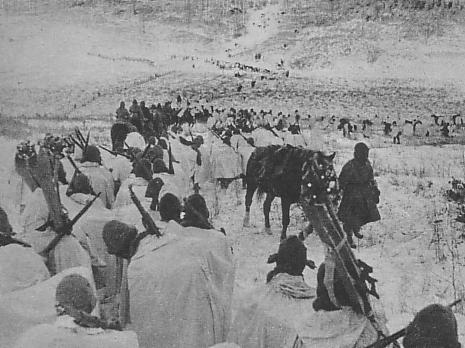
關特演的日軍部隊。

日本參謀本部估計，蘇聯遠東軍約有30個師，兵力約為70萬人、戰車2700輛和飛機2800架，再鑑於蘇軍在諾門罕、張鼓峰等事件中表現出的戰鬥力，宜於其過半兵力、戰車與飛機減少三分之二時，日本再以兵力優勢發動進攻方為上策。參謀本部估計，日軍的進攻兵力應不少於25個師（日軍的「師團」較蘇軍的「步槍師」兵力多25％），當時駐紮於滿洲、朝鮮的日軍只有14個師，因此還必須自日本本土調入7個師，再從中國戰區調動10個師，其中6個作為預備隊。戰略物資上，日軍估計關東軍所擁有的彈藥可供30個師維持兩至3個月，糧食可供16個師兩個月所需，汽油可供16個師5個月之用。
「關特演」的動員作業分為兩次，第一次稱為「第一零一次動員」（7月7日下達動員令，動員完結期為7月17日至24日），第二次稱之為「第一零二次動員」（7月16日下達動員令，動員完結期為7月30日至8月8日），前者將駐滿洲、朝鮮半島的部隊從承平編制改為戰時編制，後者則除了動員第51、57兩師團外，還分兩批動員各佔半數的軍直屬及兵站部隊，為隱匿其意圖，基本上不使用「動員」一詞，多稱「臨時編成」，動員令的下達也不用電報，而是用專差或郵寄，傳統的歡送會也全面禁止。
「關特演」前，日軍於滿洲和朝鮮駐軍如下：
- 14個師團（1、8、9、10、11、12、14、20、23、24、25、28、29）
- 琿春駐屯隊
- 2個戰車團（1、2）
- 第3騎兵旅
- 13個國境守備隊（1、2、3、4、5、6、7、8、9、10、11、12、13）
- 8個獨立守備隊（1、2、3、4、5、6、7、8）

以及各式速射砲、野戰砲兵、工兵、防空兵、通信兵、鐵道兵等直屬輔助部隊。
動員後戰鬥序列如下（僅列主戰部隊）：
- 關東軍直屬：
  - 5個師團（10、14、28、29、51）
  - 琿春駐屯隊
  - 9個國境守備隊
  - 7個獨立守備隊（由第10師團指揮）
  - 牡丹江重砲兵聯隊
  - 3個戰車聯隊（7、8、23）
- 第3軍：東綏正面、主決戰軍（負責突破艱險複雜地形）
  - 4個師團（8、9、12、57）
  - 第1戰車團
  - 4個國境守備隊（1、2、10、11）
- 第5軍：虎頭正面、支作戰軍（負責突破溼地）
  - 3個師團（11、15、24）
  - 2個戰車團（4、10、11）
  - 第3騎兵旅
  - 3個國境守備隊（3、4、12）
  - 第6獨立守備隊
- 第4軍：孫吳正面、支作戰軍（負責河川防禦和渡河攻擊）
  - 第1師團
  - 4個國境守備隊（5、6、7、13）
  - 第8獨立守備隊
- 第6軍：海拉爾正面、支作戰軍（負責長期防禦）
  - 第23師團
  - 第8國境守備隊
- 關東防衛軍：負責維持滿洲的治安
  - 5個獨立守備隊（1、2、3、5、9）

「關特演」後，關東軍兵力約增加了50萬人、15萬匹馬，但與戰鬥力有直接關聯者僅增加了2個師團和一部份軍直屬砲、工兵，大部分增員僅是將各部兵力由平時轉為戰時兵力。「關特演」同時也是一次對滿洲平民人力、財力和物資的一次大掠奪，為修築鐵路、公路和橋樑而以「緊急出勞」為名強征勞工百萬人次之多，滿洲國統治機關也供應關東軍大量軍需物資，如大米7萬噸、大麥8萬噸、燕麥3萬噸、蔬菜10萬噸、肉類4萬噸、木材300萬噸、煤615萬噸和鋼材7.1萬噸等等，還強制儲蓄、增加稅務和發行公債，自1941年至1943年期間共提供關東軍25605.4萬元軍費。

## 放棄
在蘇德開戰初期，德軍攻勢無往不利，日本大本營亦預估蘇聯將兵調西方，然而後者經由日本共產主義間諜尾崎秀實與蘇聯駐日間諜理查·佐爾格的情報網得知日方目的與條件，故刻意即使調動兵力，也馬上將兵員補充，使其帳面數量並無太大變化。
對日軍是否對蘇開戰影響更大的是大本營陸軍部第五課的意見，該部由磯村武亮領導，長時間蒐集蘇軍資料，在蘇德開戰後根據關東軍、駐外武官、滿鐵調查部和外務省等的資料整理成一份《以時局為依據的對俄情勢判斷》報告書，內容包括俄羅斯民族特性、史達林政權的政治性、日德兩國戰力與蘇軍戰力的比較、對英美外交關係、資源和人口以及整體局勢等等，總結是「俄軍即使今年內放棄莫斯科，亦不致投降。因此，德方速戰速決之目的無法實現，而且今後情勢未必對德國有利。」陸相東條對此判斷評價極高。
7月中旬，德軍「短期作戰」之目標已出現陰影，南方形勢又日益緊張，7月28日，日軍入侵法屬印度支那南部，美國因此對日禁運其極為依賴的戰略資源——石油，並要求後者撤出目前侵略得來的滿洲、中國和中南半島，隨後英國與荷蘭也跟進此政策。同時，東條眼見陸軍已在中日戰爭中消耗40%的實力，而海軍卻只有10%，認為必須善用海軍，來打破當前形勢；換句話說，只能一面對中國作戰，一面南進，「北進」已不可行。
8月9日，陸軍於《帝國陸軍作戰要綱》中正式宣佈放棄於年內對蘇用兵，「關特演」後的16個師轉作為對俄戒備。

### 引用
1. ↑  Coox（1985年），第1045页
2. ↑  Coox（1985年），第1041页
3. ↑  Cherevko（2003年），第27页
4. ↑  Coox（1985年），第1046–1049页
5. ↑  Glantz（2004年），第60页
6. ↑  林三郎（1979年），第142页
7. ↑  劉信君 & 霍燎原（2006年），第570-571页
8. ↑  服部卓四郎（1984年），第156页
9. ↑  李凡（2005年），第141页
10. ↑  日本防衛廳戰史室（1988年），14，第26页
11. ↑  李凡（2005年），第141-142页
12. ↑  日本防衛廳戰史室（1988年），14，第29-30页
13. ↑  日本防衛廳戰史室（1988年），14，第32页
14. ↑  日本防衛廳戰史室（1988年），14，第34-36页
15. ↑  日本防衛廳戰史室（1988年），14，第39页
16. ↑  劉信君 & 霍燎原（2006年），第572页
17. ↑  日本防衛廳戰史室（1988年），14，第85-86页
18. ↑  日本防衛廳戰史室（1988年），14，第89-90页
19. ↑  日本防衛廳戰史室（1988年），14，第91页
20. ↑  日本防衛廳戰史室（1988年），14，第93页